# Asterix és a nagy ütközet
Az Asterix és a nagy ütközet (eredeti cím: Astérix et le coup du menhir) 1989-ben bemutatott francia–német koprodukcióban készült rajzfilm, amely az Asterix-sorozat hatodik része. Az animációs játékfilm rendezője Philippe Grimond, producerei Yannik Piel és Alain Poiré. A forgatókönyvet René Goscinny és Albert Uderzo képregénye alapján Yannik Voight és Adolf Kabatek írta, a zenéjét Michel Colombier szerezte. A mozifilm a Dargaud Films gyártásában készült, a Gaumont forgalmazta.
Franciaországban 1989. október 4-én mutatták be a mozikban, Magyarországon két szinkronos változat is készült belőle, amelyekből az elsőt 1992 elején, a másodikat 1997 februárjában adták ki VHS-en.

## Szereplők
| Szereplő              | Eredeti hang                            | Magyar hang                      | Magyar hang                        |
| Szereplő              | Eredeti hang                            | 1. magyar szinkron (Mokép, 1991) | 2. magyar szinkron (Premier, 1996) |
| --------------------- | --------------------------------------- | -------------------------------- | ---------------------------------- |
| Asterix               | Roger Carel                             | Balázs Péter                     | Csuha Lajos                        |
| Obelix                | Pierre Tornade                          | Gesztesi Károly                  | Ujlaki Dénes                       |
| Panoramix             | Henri Labussiere                        | Harkányi Endre                   | Dobránszky Zoltán                  |
| Abraracourcix         | Henri Poirier                           | Vajda László                     | Kisfalussy Bálint                  |
| Bonemine              | Marie-Anne Chazel                       | Hacser Józsa                     | Tóth Judit                         |
| Devin, a jövendőmondó | Julien Guiomar                          | Kristóf Tibor                    | Gruber Hugó                        |
| Caius Faipalgugus     | Roger Lumont                            | Jakab Csaba                      | Hollósi Frigyes                    |
| Assurancetourix       | Edgar Givry Jean-Jacques Cramier (ének) | Szokol Péter                     | Rudas István                       |
| Caius Blocus          | Jean-Claude Robbe                       | ?                                | Rudas István                       |
| Cetotaumatix          | Michel Gatineau                         | Perlaki István                   | Hankó Attila                       |
| Ordralfabetix         | Yves Barsacq                            | Beregi Péter                     | Both András                        |
| Agecanonix            | Paul Bisciglia                          | ?                                | Végh Ferenc                        |
| Agecanonix asszony    | Jeanine Forney                          | ?                                | Ősi Ildikó                         |
| Iélosubmarine         | Daniele Hazan                           | ?                                | Némedi Mari                        |
| Cétautomatix asszony  | Paule Emanuele                          | ?                                | Némedi Mari                        |
| Décurion              | Gérard Croce                            | ?                                | Holl Nándor                        |
| Optione               | Patrick Préjean                         | ?                                | Szűcs Sándor                       |
| Mesélő                | Pierre Tchernia                         | Végvári Tamás                    | Dimulász Miklós                    |

További magyar hangok (2. magyar szinkronban): F. Nagy Zoltán, Megyeri János, Rudas István, Végh Ferenc, Vizy György

## Betétdal
| Dal    | Előadó               |
| ------ | -------------------- |
| Zonked | Jean-Jacques Cramier |

## Televíziós megjelenések
- Duna TV (1. magyar szinkron), Msat, Minimax, M2 (korábban), M1
- M2 (később), TV2 Kids